# アンジェロ・オルランド
アンジェロ・オルランド（Angelo Orlando, 1965年8月11日 - ）は、イタリア・サン・カタルド出身の元サッカー選手、ポジションはMF。現在はFAユーロのテクニカルダイレクターを務めている。

## 経歴
1991-92シーズン開幕を前にウディネーゼからインテルへ移籍、4シーズンプレーした。インテルでは1993-94、1994-95シーズンはほぼレギュラーとしてプレーした。この間1993-94シーズンにはUEFAカップを制した。インテル通算では125試合に出場した。

## タイトル
インテル
- UEFAカップ : 1993-94